# Гаек, Томаш
Томаш Гаек (чеш. Tomáš Hájek; родился 1 декабря 1991 года, Злин, Чехия) — чешский футболист, игравший на позиции защитника.

## Клубная карьера
Гаек — воспитанник клуба «Фастав» из своего родного города. 6 марта 2011 года в матче против «Кладно» он дебютировал во Второй лиге Чехии. В начале 2013 года Гаек был арендован клубом «Градец-Кралове». 13 апреля в матче против либерецкого «Слована» он дебютировал Гамбринус лиге. Летом того же года Гаек вернулся в «Фастав». В 2015 году он помог команде выйти в элиту. 13 февраля 2016 года в поединке против столичной «Спарты» Томаш забил свой первый гол за «Фастав».
В начале 2017 года Гаек перешёл в «Викторию» Пльзень. 15 марта в марте против «Богемианс 1905» он дебютировал за новый клуб. 6 августа в поединке против «Яблонеца» Томаш забил свой первый гол за «Викторию». В том же году он помог команде выиграть чемпионат.
В начале 2019 года Гаек на правах аренды присоединился к «Младе-Болеслав». 15 февраля в матче против «Теплице» он дебютировал за новую команду. Летом 2019 года Гаек перешёл в нидерландский «Витесс», подписав контракт на 3 года. 29 октября дебютировал за команду в матче Кубка Нидерландов против «Де Графсхапа».
2 августа 2023 года перешёл в греческий «Пансерраикос», подписав с командой однолетний контракт. В чемпионате Греции дебютировал 20 августа в матче против «Олимпиакоса». Всего сыграл в трех матчах чемпионата. В январе 2024 года расторг контракт с клубом и вскоре объявил о завершении игровой карьеры.

## Достижения
Командные
 «Виктория» (Пльзень)
- Победитель Гамбинус лиги — 2017/2018